# 刚毛马银花
刚毛马银花（学名：Rhododendron ovatum var. setuliferum）为杜鹃花科杜鹃花属下的一个变种。

## 扩展阅读
- 維基物種上的相關：刚毛马银花